# 羅索·塞克維爾-巴金斯
羅索·塞克維爾-巴金斯（英語：Lotho Sackville-Baggins）是托爾金奇幻文學裡中土大陸的一個角色，為居住在夏爾的哈比人，巴金斯家族成員，在魔戒聖戰期間他曾一度控制了整個夏爾。

## 生平
根據小說的形容，羅索長著一頭黃髮。他是傲梭·塞克維爾-巴金斯和蘿貝拉·抱腹的兒子，也是比爾博·巴金斯的表親。羅索與其家人長期以來試圖謀得比爾博的巨大財產，比爾博時常需要提防著他們。魔戒聖戰時期，由於急需一個合理的藉口離開夏爾，比爾博之姪佛羅多被迫將袋底洞及其財產轉賣給塞克維爾-巴金斯家族，這讓羅索和他家人十分歡喜，自此羅索便入住袋底洞。
在佛羅多離開夏爾的期間，羅索買下了夏爾的大量土地、農場和山迪曼的磨坊，並偷偷以向南方走私菸葉來賺錢，這些菸葉都被運到遠方的艾辛格交給薩魯曼。後來，羅索得到薩魯曼手下邪惡人類的協助，在夏爾大肆破壞，更囚禁了夏爾市長威爾·小腳；自此羅索便開始自稱老大，在夏爾實施高壓統治，鎮壓膽敢反對他的人。但在3019年9月薩魯曼化名「薩基」入主袋底洞後，羅索徹底淪為傀儡，最後可能被葛力馬·巧言殺死並吃掉。

## 改編描述
在彼得·傑克森的電影系列《魔戒電影三部曲》中，飾演羅索·塞克維爾-巴金斯的演員是未知的。羅索有短暫出現在《魔戒首部曲：魔戒現身》裡的比爾博生日宴會上。與原著不同的是，電影中羅索並沒有跟薩魯曼結盟，因為電影編劇省略掉了小說裡的「收復夏爾」一節。

## 外部連結
- 羅索·塞克維爾-巴金斯 （页面存档备份，存于）在阿爾達百科全書上的條目